# Портедж-Лейкс (Огайо)
Портедж-Лейкс (англ. Portage Lakes) — переписна місцевість (CDP) в США, в окрузі Самміт штату Огайо. Населення — 6407 осіб (2020).

## Географія
Портедж-Лейкс розташований за координатами 41°0′14″ пн. ш. 81°32′6″ зх. д. / 41.00389° пн. ш. 81.53500° зх. д. (41.003981, -81.535071).  За даними Бюро перепису населення США в 2010 році переписна місцевість мала площу 12,79 км², з яких 10,22 км² — суходіл та 2,57 км² — водойми.

## Демографія
Згідно з переписом 2010 року, у переписній місцевості мешкало 6968 осіб у 3246 домогосподарствах у складі 1807 родин. Густота населення становила 545 осіб/км².  Було 3588 помешкань (280/км²).
Расовий склад населення:
| - 95,9 % — білих - 1,7 % — чорних або афроамериканців - 0,6 % — азіатів - 0,3 % — корінних американців |

До двох чи більше рас належало 1,4 %. Частка іспаномовних становила 0,7 % від усіх жителів.
За віковим діапазоном населення розподілялося таким чином: 17,1 % — особи молодші 18 років, 67,8 % — особи у віці 18—64 років, 15,1 % — особи у віці 65 років та старші. Медіана віку мешканця становила 43,1 року. На 100 осіб жіночої статі у переписній місцевості припадало 102,1 чоловіків;  на 100 жінок у віці від 18 років та старших — 97,6 чоловіків також старших 18 років.
Середній дохід на одне домашнє господарство  становив 60 590 доларів США (медіана — 53 421), а середній дохід на одну сім'ю — 72 988 доларів (медіана — 66 786). Медіана доходів становила 45 826 доларів для чоловіків та 39 861 долар для жінок. За межею бідності перебувало 10,1 % осіб, у тому числі 7,2 % дітей у віці до 18 років та 12,0 % осіб у віці 65 років та старших.
Цивільне працевлаштоване населення становило 4196 осіб. Основні галузі зайнятості: освіта, охорона здоров'я та соціальна допомога — 18,2 %, виробництво — 14,2 %, роздрібна торгівля — 12,5 %, будівництво — 11,2 %.